# Photorésistance
 (octobre 2012).
Si vous disposez d'ouvrages ou d'articles de référence ou si vous connaissez des sites web de qualité traitant du thème abordé ici, merci de compléter l'article en donnant les références utiles à sa vérifiabilité et en les liant à la section « Notes et références ».

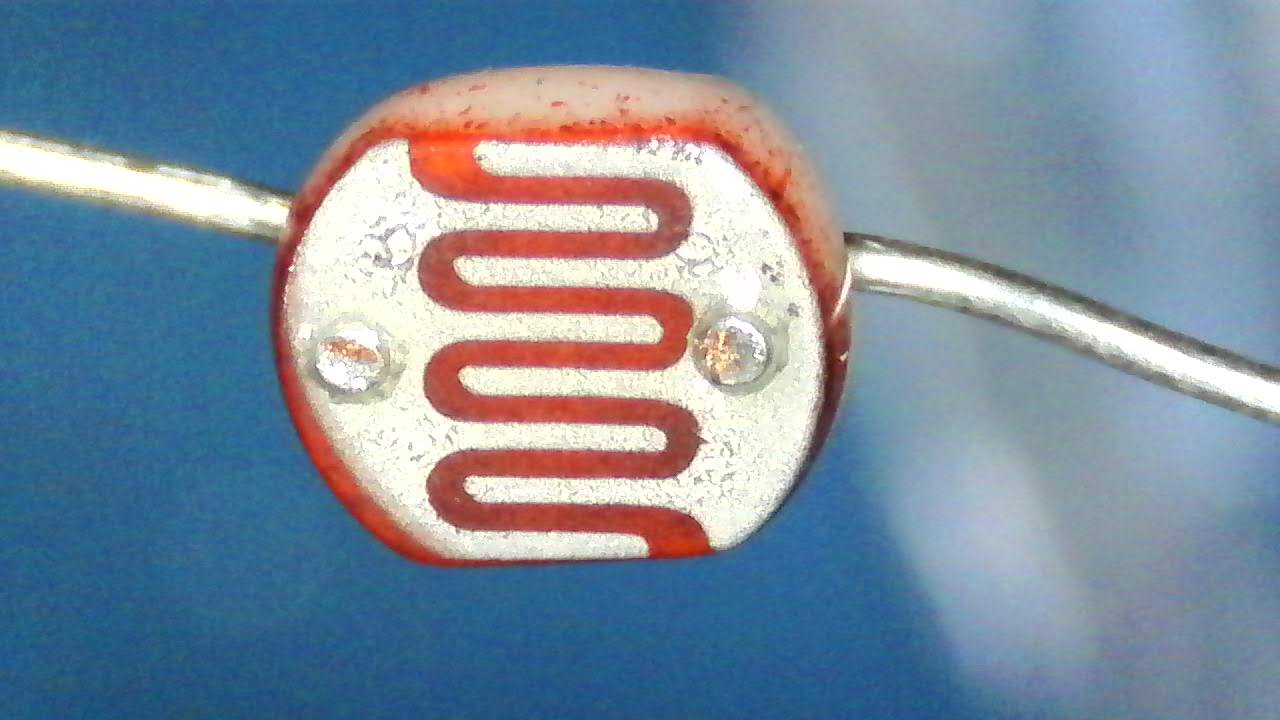
Photorésistance.

Une photorésistance (également appelée résistance photogénique, cellule photoconductrice ou cellule photoéléctrique) (En anglais: LDR, light dependent resistor) est un composant électronique dont la résistivité varie en fonction de la quantité de lumière incidente : plus elle est éclairée, plus sa résistivité baisse.

## Principes
Une photorésistance est composée d'un semi-conducteur à haute résistivité. Si la lumière incidente est de fréquence suffisamment élevée (donc d'une longueur d'onde inférieure à la longueur d'onde seuil), elle transporte une énergie importante. Au-delà d'un certain niveau propre au matériau, les photons absorbés par le semi-conducteur donneront aux électrons liés assez d'énergie pour passer de la bande de valence à la bande de conduction. La compréhension de ce phénomène entre dans le cadre de la théorie des bandes. Les électrons libres et les trous d'électron ainsi produits abaissent la résistance du matériau.
Lorsque le photon incident est suffisamment énergétique, la production des paires électron-trou est d’autant plus importante que le flux lumineux est intense. La résistance évolue donc inversement à l’éclairement. Cette relation peut être modélisée par la relation suivante :
{\displaystyle R(L)=R_{0}L^{-k}}

### Géométrie du semi-conducteur

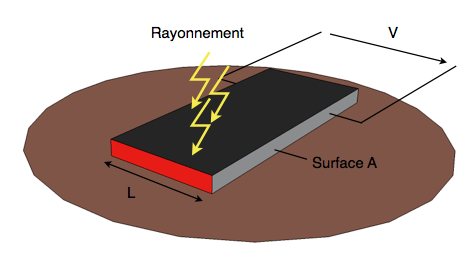
Principe d'une photorésistance.
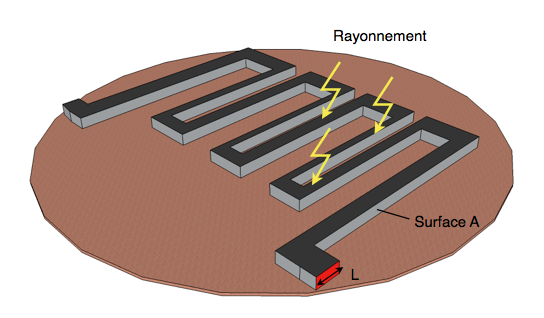
Géométrie optimale (ruban).

Pour conserver la conduction, il faut limiter le nombre de recombinaisons des paires électron-trou. La surface réceptrice du flux lumineux est un ruban. Cette forme minimise la largeur séparant les électrodes et les laissent en contact avec le ruban sur une grande surface. C’est cette configuration qui donne la résistance la plus faible. Seules les photorésistances utilisées sous haute tension sont constituées d’un ruban large.En effet le courant traversant la photorésistance s'écrit : 
{\displaystyle I=q\mu n{\frac {A}{L}}V}
Dans cette expression :
- q est la charge de l’électron
- μ est la mobilité de l’électron
- n est la densité d’électrons présents
- A est l’aire de la surface de contact entre les électrodes et la zone photosensible
- L  est la largeur du ruban

On constate que pour augmenter cette intensité il faut maximiser A et minimiser L. C'est pourquoi le ruban est la forme la plus efficace.

### Circuit de conditionnement

Symbole d'une photorésistance

Le composant sert à distinguer la présence ou l'absence de lumière. La quantification de flux reste possible mais est moins employée.
Les photorésistances sont montées en ponts diviseurs de tension pour des montages potentiométriques servant à la commande de relais ou de diaphragmes.
Pour les photomètres élémentaires, on place sur une des branches d'un pont de Wheatstone une photorésistance. Le courant de déséquilibre introduit par la variation de la résistance de cette branche est mesuré et ramené à une mesure de flux.

### Bruits
Comme l'ensemble des capteurs optiques, la photorésistance est soumise à un certain nombre de bruits d'origines différentes.
- Le bruit d'agitation thermique qui résulte de l'agitation thermique des porteurs de charges au sein de la résistance. Il est aussi appelé bruit de Johnson.
- Le bruit de grenaille ou bruit de Schottky qui apparait dès lors qu'un courant traverse une barrière de potentiel.
- Le bruit de génération-recombinaison, qui est proportionnel à la largeur de la bande passante.

On néglige généralement le bruit rose du fait du domaine d'utilisation du capteur.
La connaissance de ces bruits permet de calculer la valeur du PEB. Pour les détecteurs infrarouges, il convient de prendre en compte le bruit ambiant qui limite la détectivité[Quoi ?] maximale.

## Positionnement dans le paysage des capteurs optiques
La photorésistance ou cellule photoconductrice est un capteur résistif, donc passif, de la famille des capteurs optiques dont le principe physique est la photoconductivité. Associée à un conditionneur, la photorésistance est parmi l'un des plus sensibles.

### Avantages et inconvénients
Avantages
- Faible coût
- Larges gammes spectrales
- Facilité de mise en œuvre
- Rapports de transferts statiques
- Sensibilité élevée

Inconvénients
- Non linéarité de la réponse en fonction du flux.
- La vitesse de variation de R avec l'éclairement est faible et non symétrique
- Sensibilité thermique
- Refroidissement nécessaire dans certains cas (capteurs thermiques)
- Temps de réponse élevé[note 1] (0,1 µs à 100 ms)
- Bande passante limitée
- Instabilité dans le temps (vieillissement dû aux échauffements)

## Applications
Les photorésistances trouvent leurs applications principales dans la détection d'une différence de flux plutôt que dans la mesure précise du niveau de flux reçu (impulsions lumineuses, variation d'éclairage par exemple). La mesure en photométrie nécessite une détermination précise et une stabilisation des caractéristiques. Cette stabilisation ainsi que la détermination de ces caractéristiques passent par un étalonnage rigoureux et l'intégration de la photorésistance dans un conditionneur de capteurs résistifs.
D'après les considérations précédentes, le type de mesurande que les photorésistances sont en mesure de détecter a été défini. Cependant, le type de rayonnement détectable dépend du type de semi-conducteur composant la photorésistance. Par exemple, les photorésistances au CdSe (séléniure de cadmium) permettent de détecter un rayonnement dans les proches IR et le visible alors que celles de ZnO (oxyde de zinc) permettent de détecter un rayonnement UV.
L'utilisation de ce type de détecteur est très variée  
- Les détecteurs de flammes qui sont des photorésistances à détection d’infrarouges ou d’UV. À savoir que seule une forte fumée cause une inhibition du capteur UV et que la foudre ou une soudure peut le déclencher accidentellement. Pour la photorésistance à infrarouges, la présence de vapeur d’eau atténue fortement sa sensibilité.
- Les détecteurs de présence se déclinent sous deux principes différents. Un premier détectant l’augmentation du flux induit par la présence d’un corps dans le champ (principalement des capteurs à infrarouges), le second détectant la diminution du flux induit par l’ombre du corps présent dans le champ du capteur qui est plus limité que celui à infrarouges (détection dans le visible et capteur LDR plus directif).
- Les récepteurs infrarouges permettent de faire communiquer deux appareils sans contact. L’un des appareils possède un émetteur infrarouge et le second la photorésistance.
- Les détecteurs à UV qui permettent de mettre en évidence toute source d’UV et ainsi asservir la source ou détecter une fuite par exemple.
- L’allumage des lumières lorsque la luminosité diminue (éclairage public ou domestique).
- La mesure de la luminosité extérieure dans les appareils photographiques ou les ordinateurs.

Les applications de ce composant sont donc très variées, que ce soit dans le monde industriel ou domestique. Étant peu cher, il présente un bon rapport qualité/prix pour les industriels souhaitant l’intégrer dans leurs systèmes.